# Gruczoł zapachowy
Gruczoł zapachowy − spotykany u człowieka i innych ssaków gruczoł egzokrynowy. Przypomina gruczoł potowy, ale jest od niego większy, przerastając go dziesięciokrotnie.
Produkuje substancję o dużej gęstości i barwie od jasnej, wręcz białej, przez różne odcienie żółci aż do ciemnej, brunatnej. Kolor ten zależy od składu chemicznego: długołańcuchowych kwasów organicznych i barwników indoksylowych.

## Budowa
Mierzy on około 5 mm. Jak już wspomniano, przypomina znacznie mniejszy od siebie gruczoł potowy. Różni się od niego poza rozmiarem m.in. także tym, że jego komórki wydzielnicze nie różnią się między sobą do tego stopnia, by wydzielać spośród nich kilka grup. Ich nieco odmienny wygląd (mogą być sześcienne albo walcowate) wynika z fazy czynnościowej, w jakiej się znajdują. Porównuje się je do komórek jasnych gruczołu wydzielającego pot, ale ten ostatni posiada także komórki ciemne.

## Występowanie
Podobnie jak w przypadku gruczołu łojowego, gruczoł zapachowy także umiejscowiony jest w sąsiedztwie włosa, a dokładniej jego części nie wystającej ponad powierzchnię naskórka.
Nie spotyka się go na całej powierzchni skóry, ale w określonych miejscach ciała, jak:
- dół pachowy
- brodawka sutkowa
- wzgórek łonowy
- okolice odbytu

## Wydzielanie
Wydzielanie tego gruczołu można zaklasyfikować po części jako apokrynowe, gdyż komórki tracą swą część przyszczytową. Odbywa się ono jednak także poprzez egzocytozę. Wydzielone substancje nie wydostają się od razu na powierzchnię naskórka, lecz mogą przebywać pewien czas w kanalikach wyprowadzających. Implikuje to zwiększenie objętości tychże odcinków.